# Soukhoï T-60S
Le Soukhoï T-60S est un projet soviétique de bombardier moyen supersonique qui n'a jamais dépassé le stade de la planche à dessin. 

## Caractéristiques
Peu d'informations sur les caractéristiques techniques de cet avion sont disponibles car elles restent classifiées par le bureau de design Soukhoï. Le peu d'informations exfiltrées laisse penser qu'il aurait eu des ailes à géométrie variable, un fuselage au profil aplati et deux moteurs équipés de poussée vectorielle à deux dimensions. L'armement aurait été constitué de six missiles de croisière nucléaire Kh-101, de missiles Kh-15, et de munitions conventionnelles guidées.

## Historique
Le projet est initié en 1984 mais est annulé après la fin de la guerre froide, au début des années 1990. Le bombardier aurait dû remplacer dans l'armée de l'air russe le Tupolev Tu-22M.
Cependant, Sukhoï commence à travailler sur un nouveau projet de bombardier dans les années 2000, sous le nom de code PAK DA. La mise en service est annoncée pour les années 2020.

### Aéronefs comparables
- Tupolev Tu-22M
- Soukhoï T-4
- XB-70 Valkyrie
- PAK DA

## Sources
- (en) Cet article est partiellement ou en totalité issu de l’article de Wikipédia en anglais intitulé « Sukhoi T-60s » (voir la liste des auteurs).